# Копачівська сільська рада (Обухівський район)
| Копачівська сільська рада — колишній орган місцевого самоврядування у Обухівському районі Київської області з адміністративним центром у с. Копачів. Історична дата утворення: в 1923 році. Водоймища на території, підпорядкованій даній раді: річки Стугна, Раківка. Сільській раді були підпорядковані населені пункти: - с. Копачів - с. Застугна - с. Шевченкове |

## Склад ради
Рада складалася з 12 депутатів та голови.

### Керівний склад ради
| ПІБ                 | Основні відомості                                                 | Дата обрання | Дата звільнення |
| ------------------- | ----------------------------------------------------------------- | ------------ | --------------- |
| Бобир Юрій Петрович | Сільський голова, 1961 року народження, освіта, безпартійний      | 26.03.2006   | 31.10.2010      |
| Бобир Юрій Петрович | Сільський голова, 1961 року народження, освіта вища, безпартійний | 31.10.2010   |                 |

Примітка: таблиця складена за даними джерела